# Anoplocaryum tenellum
Anoplocaryum tenellum là loài thực vật có hoa trong họ Mồ hôi. Loài này được A.L.Ebel & Rudaya mô tả khoa học đầu tiên năm 2002.